# Lipáz

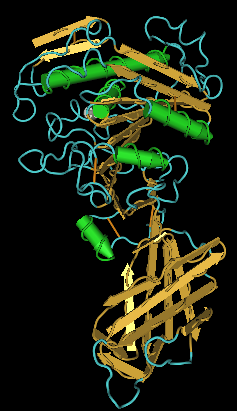
Számítógépes kép a tengerimalac PLRP2 hasznyálmirigylipázáról.

A lipázok a lipidek hidrolízisét katalizáló enzimek. Néhány lipáz széles szubsztráttartománnyal rendelkezik, ideértve a koleszterinésztereket, a foszfolipideket, a zsírban oldódó vitaminokat. Szemben a vízben működő észterázokkal, a lipázok csak olaj-víz határfelületen működnek. Fontos szerepet játszanak a lipidek emésztésében, szállításában és feldolgozásában a legtöbb élő szervezetben.

## Szerkezet, katalitikus mechanizmus
A lipázok a trigliceridek hidrolízisét katalizálják:
triglicerid + H2O → zsírsav + diglicerid
diglicerid + H2O → zsírsav + monoglicerid
monoglicerid + H2O → zsírsav + glicerin
A legtöbb lipáz a lipidszubsztrát glicerinjének egy adott helyén (A1, A2 vagy A3) hat. Például az emésztőrendszerben történő étkezésilipid-bontásban leginkább szerepet játszó humán hasnyálmirigylipáz (HPL) a trigliceridszubsztrátokat monogliceridekké és két zsírsavvá alakítja.
Számos genetikailag különböző lipáz található a természetben, és számos különböző fehérjeszerkezetet és katalitikus mechanizmust képviselnek. Azonban a legtöbbjük α/β-hidroláz-szerkezeten alapul, és egy szerinalapú nukleofil részből, egy hisztidinalapú alaprészből és egy savmaradékból, jellemzően aszparaginsavból álló katalitikus hármast alkalmazó chimotripszinszerű hidrolízismechanizmust használ.

## Fiziológiai eloszlás
A lipázok számos biológiai folyamatban vesznek részt, amik az étrenddel bevitt trigliceridek lebontásától a sejtek kommunikációjáig és az immunválaszig terjednek.
Tehát bizonyos lipázok tevékenysége a sejtek bizonyos részére van korlátozva, míg mások a sejten kívüli térben működnek.
- Például a lizoszómalipáz egy sejtalkotóban, a lizoszómában van.
- Más lipázok, például a hasnyálmirigylipáz, a sejten kívüli térbe ürülnek, ahol az étrenddel bevitt lipideket bontják fel egyszerűbb anyagokra, amik könnyebben abszorbeálhatók és szállíthatók a szervezetben.
- A gombák és baktériumok lipázokat használhatnak a külső térből történő tápanyagfelvétel megkönnyítésére (vagy patogének esetén az új gazdán való megtelepedés segítésére).
- Egyes darazsak és méhek által kibocsátott toxinok a csípés okozta sérülés és gyulladás hatásait fokozó foszfolipázokat tartalmaznak.
- Mivel a biológiai membránok fontosak az élő sejteknek, és nagyrészt foszfolipidekből állnak, a lipázok fontos szerepet játszanak a sejtbiológiában.
- A Malassezia globosa, egy olyan gomba, mely feltételezések szerint a korpa okozója, lipázt használ a faggyú olajsavvá történő lebontására és a bőr sejttermelésének növeléséhez, így okozva korpát.[14]

A lipázokat kódoló gének jelen vannak bizonyos vírusokban is.
Bizonyos lipázokat patogén szervezetek fejeznek ki és választanak el fertőzés során. Például a Candida albicans számos lipázzal rendelkezik, feltehetően a széles körű lipolitikus aktivitáshoz, aki közreműködhet a virulenciájához és állandóságához az emberi szövetekben.

### Emberi lipázok
| Név                                         | Gén                   | Hely                   | Leírás | Rendellenesség |
| ------------------------------------------- | --------------------- | ---------------------- | --- | --- |
| epesódependens lipáz                        | BSDL                  | hasnyálmirigy, anyatej | segíti a zsíranyagcserét | |
| hasnyálmirigylipáz                          | PNLIP                 | emésztőnedv            | A humán hasnyálmirigylipáz (HPL) a bevitt zsírokat lebontó fő enzim az emberi emésztőrendszerben. Az optimális enzimaktivitáshoz szüksége van egy másik fehérjére, a kolipázra, amit szintén a hasnyálmirigy termel. | |
| lizoszómalipáz                              | LIPA                  | a lizoszóma belső tere | Más néven lizoszóma-savlipáz vagy (LAL vagy LIPA) vagy savkoleszterilészter-hidroláz | A koleszterilészter-raktározási rendellenességet (CESD) és Wolman-kórt a lizoszómalipázt kódoló gének mutációja okozza. |
| májlipáz                                    | LIPC                  | endotél                | A májlipáz a lipoproteinek által a vérben szállított lipideken hat, hogy az LDL (alacsony sűrűségű lipoprotein) szintjét helyreállítsa. | – |
| lipoprotein-lipáz                           | LPL vagy LIPD         | endotél                | A lipoprotein-lipáz a vérben működik, a triglicerideket bontja le a nagyon alacsony sűrűségű lipoproteinen (VLDL), így a sejtek fel tudják venni a felszavadult zsírsavakat. | A lipoprotein-lipáz-elégtelenséget lipoprotein-lipázt kódoló gén mutációja okozza.                                      |
| hormonszenzitív lipáz                       | LIPE                  | sejten belül           | – | – |
| gyomorlipáz                                 | LIPF                  | emésztőnedv            | A kisgyermekekben közel semleges pH-n működik a lipidemésztés céljából | – |
| endotél lipáz                               | LIPG                  | endotél                | – | – |
| hasnyálmirigylipázzal kapcsolatos fehérje 2 | PNLIPRP2 vagy „PLRP2” | emésztőnedv            | – | – |
| hasnyálmirigylipázzal kapcsolatos fehérje 1 | PNLIPRP1 vagy „PLRP1” | emésztőnedv            | A hasnyálmirigylipázzal kapcsolatos fehérje 1 a PLRP2-höz és a PL-hez hasonlít aminosav-szekvencia tekintetében (mindhárom gén valószínűleg egy hasnyálmirigylipáz-gén duplikációjával jött létre. Azonban a PLRP1 nem rendelkezik számottevő lipázaktivitással és a funkciója ismeretlen, noha más emlősökben is megmaradt. | - |
| nyelvlipáz                                  | ?                     | nyál                   | A gyomor pH-ján aktív. Optimális pH-ja 3,5-6. Néhány, a nyelv hátulján lévő nyálmirigy (az Ebner-, a nyelv alatti mirigyek és a fültőmirigyek) termeli | – |

A további lipázok közé tartozik a LIPH, LIPI, LIPJ, LIPK, LIPM, LIPN, MGLL, DAGLA, DAGLB és a CEL.

## Használata
A kereskedelemben a lipázokat gyakran használják detergensként. E célból néhány ezer tonnát termelnek évente.
A lipázok az észterhidrolízis katalizátorai, és hasznosak a sejten kívül, mivel számos szubsztrátot képesek átalakítani, és tartósak. A lipázok észterhidrolízisét a trigliceridek bioüzemanyagokká vagy azok prekurzoraivá történő alakításához is jónak találták.
A lipázok királisak, ezért felhasználhatók prokirális diészterek enantioszelektív hidrolízisére. Számos folyamatot találtak a vegyületek szintézisében való alkalmazáshoz.

### Orvostudomány
A lipázok vértesztjei felhasználhatók akut hasnyálmirigy-gyulladás és egyéb hasnyálmirigy-rendellenességek vizsgálatára és diagnózisára.
A lipázok segítik a zsírok anyagcseréjét a hasnyálmirigyenzim-helyettesítő terápiával (PERT) kezelt emberekben is. A Sollpura is lipáztartalmú.

## Fordítás
Ez a szócikk részben vagy egészben  a   Lipase című angol Wikipédia-szócikk ezen változatának fordításán alapul.  Az eredeti cikk szerkesztőit annak laptörténete sorolja fel. Ez a jelzés csupán a megfogalmazás eredetét és a szerzői jogokat jelzi, nem szolgál a cikkben szereplő információk forrásmegjelöléseként.